# Грамши (город)
Гра́мши (алб. Gramshi) — старинный город и муниципалитет в области Эльбасан в центральной Албании. Население 24 231 (2011). Из города вели своё происхождение предки итальянского коммуниста Антонио Грамши.
Муниципалитет образован в ходе проведения местной реформы 2015 года путём слияния упразднённых муниципалитетов Грамши, Кодовьят, Кукур, Кушова, Лениэ, Пишай, Порочан, Скендербегас, Сульт и Тунья, ставшими частями муниципалитета. Грамши стал его административным центром. По переписи 2011 года численность населения составляла 24 231 человек с общей площадью в 739,22 км². Собственное население (в прежних границах) бывшего муниципалитета по переписи 2011 года составляло 8 440 человек.
Город имеет транспортное сообщение с городами: Эльбасан, Корча, Поградец, Чоровода, Либражд и Берат. Через Грамши протекает река Деволи.

## История и этимология
В период Османской империи и до провозглашения декларации независимости Албании в 1912 году, город был известен как Grameç на турецком языке.
Грамши был заселён в древние времена, что подтверждается археологическими находками, сделанными в тумулусе Тума-э-Церуйес.
В Средние века территория была под влиянием феодала Георгия Арианити. Во время османского правления эта местность была административной единицей (каза) Османской империи в составе санджака Эльбасан и входила в вилайет Манастир.
С 1912 по 1947 годы, город был центром территории Грамши. С введением нового на то время административного деления он стал административным центром округа Грамши, в котором располагались различные государственные учреждения. Грамши получил статус города 10 июля 1960 года. С 1965 года он был муниципалитетом.

## Экономика и культура
В эпоху коммунизма в городе размещался один из основных заводов по производству военной техники «Молот». В 1980 году началось строительство ГЭС на реке Деволи, но было прекращено после смерти лидера коммунистов Энвер Ходжа, после чего начался переходный период до 1990-х годов, завершившийся падением этой системы.
В октябре 2013 года сообщалось о высоком долге муниципалитета и близком банкротстве.
В городе есть свой футбольный клуб «Грамши».

## Известные персоны
- В XVI веке в Грамши родился известный архитектор Касеми[англ.]
- Исмаил Кемали Грамши[англ.] — один из подписавших декларацию независимости Албании
- Антонио Грамши — известный итальянский политик (ссылается на своё происхождение из Грамши)